# 中央省庁再編

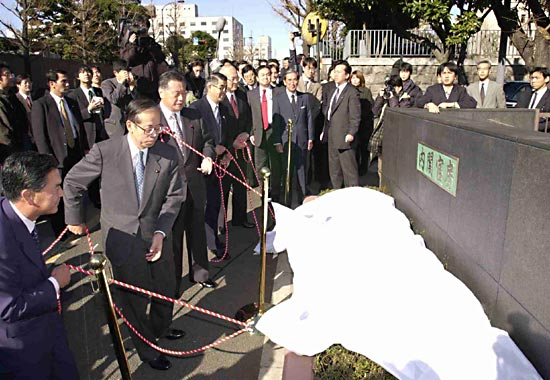
中央省庁再編により創設された内閣府

中央省庁再編（ちゅうおうしょうちょうさいへん）は、日本の政治において森喜朗内閣総理大臣の自公保連立政権（自由民主党、公明党、保守党）下の2001年（平成13年）1月6日に施行された中央省庁の再編統合を指す（中央省庁再編前第2次森改造内閣→中央省庁再編後第2次森改造内閣）。

## 概要
中央省庁再編の目的には、「縦割り行政による弊害をなくし、内閣機能の強化、事務および事業の減量、効率化すること」などが挙げられた。
それまでの1府22省庁は、1府12省庁に再編された。
なお、法令および政府の公文書においては「中央省庁再編」でなく「中央省庁等改革」（ちゅうおうしょうちょうとうかいかく）という表記が正式なものとして用いられる。
その後消費者庁が新設（2009年）された。

## 1府22省庁から1府12省庁へ
ここでの庁とは、総理府および内閣府の外局のうち機関の長（長官、委員長）に国務大臣をもって充てる、いわゆる大臣庁、大臣委員会である。

### 1府22省庁
中央省庁再編前の1府22省庁
- 府（1）：総理府
- 省（12）：法務省、外務省、大蔵省、文部省、厚生省、農林水産省、通商産業省、運輸省、郵政省、労働省、建設省、自治省
- 庁（10）：国家公安委員会、金融再生委員会、総務庁、北海道開発庁、防衛庁、経済企画庁、科学技術庁、環境庁、沖縄開発庁、国土庁

### 1府12省庁
中央省庁再編後の1府12省庁（2001年1月6日時点）
- 府（1）：内閣府
- 省（10）：総務省、法務省、外務省、財務省、文部科学省、厚生労働省、農林水産省、経済産業省、国土交通省、環境省
- 庁（2）：国家公安委員会、防衛庁[注 1]

## 新省庁とその前身
それぞれの前身を示した表。太字は、新設あるいは名称変更のあった省庁。（2001年1月6日時点）
| 新省庁         | 前身                                                                                  |
| -------------- | ------------------------------------------------------------------------------------- |
| 内閣府         | ←総理府、経済企画庁、 沖縄開発庁 、総務庁（一部）、科学技術庁（一部）、国土庁（一部） |
| 総務省         | ←総務庁、郵政省、自治省                                                               |
| 法務省         | ←法務省                                                                               |
| 外務省         | ←外務省                                                                               |
| 財務省         | ←大蔵省                                                                               |
| 文部科学省     | ←文部省、科学技術庁                                                                   |
| 厚生労働省     | ←厚生省、労働省                                                                       |
| 農林水産省     | ←農林水産省                                                                           |
| 経済産業省     | ←通商産業省                                                                           |
| 国土交通省     | ←運輸省、建設省、国土庁、北海道開発庁                                                 |
| 環境省         | ←環境庁、厚生省（一部）                                                               |
| 国家公安委員会 | ←国家公安委員会                                                                       |
| 防衛庁         | ←防衛庁                                                                               |

## 旧省庁とその後身
後身を示した表。旧省庁の太字は、国務大臣をトップに置いた府、省、庁、委員会。
なお、再編による新体制の組織図、および2001年（平成13年）1月6日以降の組織変更については、「日本の行政機関」の項目を参照。
| 旧省庁                  | 旧省庁                                                  | 新省庁              |
| ----------------------- | ------------------------------------------------------- | ------------------- |
| 総理府                  | 総理府                                                  | →内閣府・総務省     |
|                         | 公正取引委員会                                          | →総務省の外局へ     |
| 国家公安委員会          | →内閣府の外局へ                                         |                     |
| 公害等調整委員会        | →総務省の外局へ                                         |                     |
| 金融再生委員会 - 金融庁 | →金融庁に統合して内閣府の外局へ                         |                     |
| 宮内庁                  | →「内閣総理大臣の管理に属する機関」として内閣府へ       |                     |
| 総務庁                  | →総務省・内閣府                                         |                     |
| 北海道開発庁            | →国土交通省                                             |                     |
| 防衛庁 - 防衛施設庁     | →内閣府の外局へ - →「防衛庁の機関」として内閣府の外局へ |                     |
| 経済企画庁              | →内閣府                                                 |                     |
| 科学技術庁              | →文部科学省・内閣府                                     |                     |
| 環境庁                  | →環境省                                                 |                     |
| 沖縄開発庁              | →内閣府                                                 |                     |
| 国土庁                  | →国土交通省・内閣府                                     |                     |
| 法務省                  | 法務省                                                  | →法務省             |
| 外務省                  | 外務省                                                  | →外務省             |
| 大蔵省                  | 大蔵省                                                  | →財務省             |
| 文部省                  | 文部省                                                  | →文部科学省         |
| 厚生省                  | 厚生省                                                  | →厚生労働省・環境省 |
| 農林水産省              | 農林水産省                                              | →農林水産省         |
| 通商産業省              | 通商産業省                                              | →経済産業省         |
| 運輸省                  | 運輸省                                                  | →国土交通省         |
| 郵政省                  | 郵政省                                                  | →総務省・郵政事業庁 |
| 労働省                  | 労働省                                                  | →厚生労働省         |
| 建設省                  | 建設省                                                  | →国土交通省         |
| 自治省                  | 自治省                                                  | →総務省             |